# Szlovákia a 2006. évi téli olimpiai játékokon
Szlovákia az olaszországi Torinóban megrendezett 2006. évi téli olimpiai játékok egyik részt vevő nemzete volt. Az országot az olimpián 9 sportágban 58 sportoló képviselte, aki összesen 1 érmet szereztek.

## Érmesek
| Érem  | Versenyző      | Sportág   | Versenyszám  |
| ----- | -------------- | --------- | ------------ |
| Ezüst | Radoslav Židek | Snowboard | Férfi krossz |

## Alpesisí
Férfi
| Versenyző         | Versenyszám            | 1. futam | 1. futam | 2. futam | 2. futam | Összesítés    | Összesítés    |
| Versenyző         | Versenyszám            | Idő      | Hely.    | Idő      | Hely.    | Idő           | Helyezés      |
| ----------------- | ---------------------- | -------- | -------- | -------- | -------- | ------------- | ------------- |
| Jaroslav Babušiak | Lesiklás               |          |          |          |          | 1:57,45       | 45.           |
| Jaroslav Babušiak | Műlesiklás             | 58,51    | 35.      | 53,55    | 22.      | 1:52,06       | 24.           |
| Jaroslav Babušiak | Szuperóriás-műlesiklás |          |          |          |          | 1:35,41       | 40.           |
| Ivan Heimschild   | Lesiklás               |          |          |          |          | nem ért célba | nem ért célba |
| Ivan Heimschild   | Műlesiklás             | 59,67    | 39.      | 54,31    | 27.      | 1:53,98       | 26.           |
| Ivan Heimschild   | Szuperóriás-műlesiklás |          |          |          |          | 1:36,58       | 46.           |

| Versenyző         | Versenyszám | Lesiklás | Lesiklás | Műlesiklás | Műlesiklás | Műlesiklás | Műlesiklás | Műlesiklás | Műlesiklás | Összesítés | Összesítés |
| Versenyző         | Versenyszám | Lesiklás | Lesiklás | 1. futam   | 1. futam   | 2. futam   | 2. futam   | Össz.      | Össz.      | Összesítés | Összesítés |
| Versenyző         | Versenyszám | Idő      | Hely.    | Idő        | Hely.      | Idő        | Hely.      | Idő        | Hely.      | Idő        | Helyezés   |
| ----------------- | ----------- | -------- | -------- | ---------- | ---------- | ---------- | ---------- | ---------- | ---------- | ---------- | ---------- |
| Jaroslav Babušiak | Összetett   | 1:43,32  | 40.      | 48,86      | 32.        | 48,60      | 29.        | 1:37,46    | 28.        | 3:20,78    | 27.        |
| Ivan Heimschild   | Összetett   | 1:43,12  | 39.      | 48,13      | 29.        | 47,16      | 26.        | 1:35,29    | 25.        | 3:18,41    | 25.        |

Női
| Versenyző       | Versenyszám            | 1. futam      | 1. futam      | 2. futam      | 2. futam      | Összesítés | Összesítés |
| Versenyző       | Versenyszám            | Idő           | Hely.         | Idő           | Hely.         | Idő        | Helyezés   |
| --------------- | ---------------------- | ------------- | ------------- | ------------- | ------------- | ---------- | ---------- |
| Jana Gantnerová | Lesiklás               |               |               |               |               | 2:04,60    | 36.        |
| Jana Gantnerová | Óriás-műlesiklás       | 1:06,73       | 40.           | nem ért célba | nem ért célba | kiesett    | kiesett    |
| Jana Gantnerová | Szuperóriás-műlesiklás |               |               |               |               | 1:38,40    | 48.        |
| Eva Hučková     | Lesiklás               |               |               |               |               | 2:05,32    | 37.        |
| Eva Hučková     | Műlesiklás             | nem ért célba | nem ért célba | kiesett       | kiesett       | kiesett    | kiesett    |
| Eva Hučková     | Óriás-műlesiklás       | 1:05,24       | 36.           | 1:13,07       | 28.*          | 2:18,31    | 28.        |
| Eva Hučková     | Szuperóriás-műlesiklás |               |               |               |               | kizárták   | kizárták   |
| Soňa Maculová   | Lesiklás               |               |               |               |               | 2:03,63    | 35.        |
| Soňa Maculová   | Műlesiklás             | nem ért célba | nem ért célba | kiesett       | kiesett       | kiesett    | kiesett    |
| Soňa Maculová   | Óriás-műlesiklás       | 1:05,77       | 37.           | 1:12,84       | 27.           | 2:18,61    | 29.        |
| Soňa Maculová   | Szuperóriás-műlesiklás |               |               |               |               | 1:37,87    | 44.        |

| Versenyző       | Versenyszám | Műlesiklás    | Műlesiklás    | Műlesiklás | Műlesiklás | Műlesiklás | Műlesiklás | Lesiklás | Lesiklás | Összesítés | Összesítés |
| Versenyző       | Versenyszám | 1. futam      | 1. futam      | 2. futam   | 2. futam   | Össz.      | Össz.      | Lesiklás | Lesiklás | Összesítés | Összesítés |
| Versenyző       | Versenyszám | Idő           | Hely.         | Idő        | Hely.      | Idő        | Hely.      | Idő      | Hely.    | Idő        | Helyezés   |
| --------------- | ----------- | ------------- | ------------- | ---------- | ---------- | ---------- | ---------- | -------- | -------- | ---------- | ---------- |
| Jana Gantnerová | Összetett   | nem ért célba | nem ért célba | kiesett    | kiesett    | kiesett    | kiesett    | kiesett  | kiesett  | kiesett    | kiesett    |
| Eva Hučková     | Összetett   | nem ért célba | nem ért célba | kiesett    | kiesett    | kiesett    | kiesett    | kiesett  | kiesett  | kiesett    | kiesett    |
| Soňa Maculová   | Összetett   | 40,53         | 20.           | 45,63      | 20.        | 1:26,16    | 20.        | 1:34,09  | 26.      | 3:00,25    | 23.        |

* - egy másik versenyzővel azonos eredményt ért el

## Biatlon
Férfi
| Versenyző                                                   | Versenyszám           | Lövőhiba    | Időeredmény | Helyezés |
| ----------------------------------------------------------- | --------------------- | ----------- | ----------- | -------- |
| Pavol Hurajt                                                | 10 km sprint          | 1 (0+1)     | 28:17,8     | 29.      |
| Pavol Hurajt                                                | 12,5 km üldözőverseny | 2 (0+2+0+0) | 38:20,6     | 24.      |
| Pavol Hurajt                                                | 20 km egyéni          | 3 (0+1+0+2) | 58:49,6     | 29.      |
| Matej Kazár                                                 | 10 km sprint          | 1 (0+1)     | 29:29,4     | 57.      |
| Matej Kazár                                                 | 12,5 km üldözőverseny | 7 (2+1+2+2) | 42:46,6     | 52.      |
| Marek Matiaško                                              | 10 km sprint          | 6 (3+3)     | 30:11,0     | 71.      |
| Marek Matiaško                                              | 15 km tömegrajtos     | 3 (0+0+1+2) | 50:11,1     | 27.      |
| Marek Matiaško                                              | 20 km egyéni          | 1 (0+0+0+1) | 55:48,6     | 5.       |
| Miroslav Matiaško                                           | 10 km sprint          | 2 (1+1)     | 29:13,0     | 51.      |
| Miroslav Matiaško                                           | 12,5 km üldözőverseny | 6 (2+2+1+1) | 41:32,5     | 49.      |
| Miroslav Matiaško                                           | 20 km egyéni          | 3 (3+0+0+0) | 59:43,8     | 38.      |
| Dušan Šimočko                                               | 20 km egyéni          | 4 (1+0+2+1) | 1:01:37,8   | 56.      |
| Pavol Hurajt Dušan Šimočko Miroslav Matiasko Marek Matiasko | 4 × 7,5 km váltó      | 3+19        | 1:27:44,9   | 14.      |

Női
| Versenyző                                                           | Versenyszám         | Lövőhiba    | Időeredmény   | Helyezés      |
| ------------------------------------------------------------------- | ------------------- | ----------- | ------------- | ------------- |
| Janka Gereková                                                      | 15 km egyéni        | 5 (1+2+1+1) | 58:37,2       | 59.           |
| Martina Halinárová                                                  | 7,5 km sprint       | 0 (0+0)     | 23:32,8       | 16.           |
| Martina Halinárová                                                  | 10 km üldözőverseny | 8 (2+3+2+1) | lekörözték    | lekörözték    |
| Martina Halinárová                                                  | 15 km egyéni        | 4 (2+1+0+1) | 55:17,7       | 34.           |
| Soňa Mihoková                                                       | 7,5 km sprint       | 1 (0+1)     | 24:09,9       | 27.           |
| Soňa Mihoková                                                       | 10 km üldözőverseny | 8 (3+3+1+1) | lekörözték    | lekörözték    |
| Soňa Mihoková                                                       | 15 km egyéni        | 5 (1+0+3+1) | 56:29,5       | 47.           |
| Anna Murínová                                                       | 7,5 km sprint       | 1 (1+0)     | 24:32,1       | 38.           |
| Anna Murínová                                                       | 10 km üldözőverseny | (2+2+ – )   | nem ért célba | nem ért célba |
| Marcela Pavkovčeková                                                | 7,5 km sprint       | 0 (0+0)     | 24:11,1       | 29.           |
| Marcela Pavkovčeková                                                | 10 km üldözőverseny | 5 (2+1+1+1) | lekörözték    | lekörözték    |
| Marcela Pavkovčeková                                                | 15 km egyéni        | 3 (0+0+1+2) | 53:52,8       | 22.           |
| Anna Murínová Marcela Pavkovčeková Martina Halinárová Soňa Mihoková | 4 × 6 km váltó      | 0+10        | 1:21:55,5     | 10.           |

## Bob
Férfi
| Versenyző                                                 | Versenyszám | 1. futam | 1. futam | 2. futam | 2. futam | 3. futam | 3. futam | 4. futam | 4. futam | Összesítés | Összesítés |
| Versenyző                                                 | Versenyszám | Idő      | Hely.    | Idő      | Hely.    | Idő      | Hely.    | Idő      | Hely.    | Idő        | Helyezés   |
| --------------------------------------------------------- | ----------- | -------- | -------- | -------- | -------- | -------- | -------- | -------- | -------- | ---------- | ---------- |
| Milan Jagnešák Viktor Rájek                               | Kettes      | 56,81    | 24.      | 57,12    | 27.      | 57,81    | 26.      | kiesett  | kiesett  | 2:51,74    | 25.        |
| Milan Jagnešák Viktor Rájek Andrej Benda Róbert Kresťanko | Négyes      | 56,29    | 20.      | 56,13    | 18.*     | 56,26    | 21.      | 55,98    | 20.      | 3:44,66    | 20.        |

* - egy másik csapattal azonos eredményt ért el

## Jégkorong

### Férfi
| Szlovák nemzeti férfi jégkorongcsapat-játékoskeret | Szlovák nemzeti férfi jégkorongcsapat-játékoskeret | Szlovák nemzeti férfi jégkorongcsapat-játékoskeret | Szlovák nemzeti férfi jégkorongcsapat-játékoskeret | Szlovák nemzeti férfi jégkorongcsapat-játékoskeret | Szlovák nemzeti férfi jégkorongcsapat-játékoskeret | Szlovák nemzeti férfi jégkorongcsapat-játékoskeret |
| #                                                  | Név                                                | Poszt                                              | Magasság                                           | Súly                                               | Kor                                                | Klub                                               |
| -------------------------------------------------- | -------------------------------------------------- | -------------------------------------------------- | -------------------------------------------------- | -------------------------------------------------- | -------------------------------------------------- | -------------------------------------------------- |
| 25                                                 | Ján Lašák                                          | K                                                  | 183                                                | 93                                                 | 1979. április 10. (26 évesen)                      | Pardubice HC                                       |
| 37                                                 | Peter Budaj                                        | K                                                  | 183                                                | 91                                                 | 1982. szeptember 18. (23 évesen)                   | Colorado Avalanche                                 |
| 60                                                 | Karol Križan                                       | K                                                  | 178                                                | 84                                                 | 1980. június 5. (25 évesen)                        | Modo Hockey                                        |
| 3                                                  | Zdeno Chára                                        | V                                                  | 205                                                | 118                                                | 1977. március 18. (28 évesen)                      | Boston Bruins                                      |
| 7                                                  | Martin Štrbák                                      | V                                                  | 191                                                | 96                                                 | 1975. január 15. (31 évesen)                       | CSZKA Moszkva                                      |
| 14                                                 | Andrej Meszároš                                    | V                                                  | 182                                                | 82                                                 | 1985. október 13. (20 évesen)                      | Ottawa Senators                                    |
| 17                                                 | Ľubomír Višňovský                                  | V                                                  | 177                                                | 85                                                 | 1976. augusztus 11. (29 évesen)                    | Los Angeles Kings                                  |
| 29                                                 | Ivan Majeský                                       | V                                                  | 194                                                | 104                                                | 1976. szeptember 2. (29 évesen)                    | Washington Capitals                                |
| 68                                                 | Milan Jurčina                                      | V                                                  | 195                                                | 101                                                | 1983. június 7. (22 évesen)                        | Boston Bruins                                      |
| 10                                                 | Marián Gáborík                                     | T                                                  | 186                                                | 87                                                 | 1982. február 14. (24 évesen)                      | Minnesota Wild                                     |
| 12                                                 | Peter Bondra                                       | T                                                  | 183                                                | 92                                                 | 1968. február 7. (38 évesen)                       | Atlanta Thrashers                                  |
| 15                                                 | Jozef Stümpel                                      | T                                                  | 190                                                | 100                                                | 1972. július 20. (33 évesen)                       | Florida Panthers                                   |
| 18                                                 | Miroslav Šatan                                     | T                                                  | 188                                                | 89                                                 | 1974. október 22. (31 évesen)                      | New York Islanders                                 |
| 20                                                 | Richard Zedník                                     | T                                                  | 186                                                | 87                                                 | 1976. január 6. (30 évesen)                        | Montréal Canadiens                                 |
| 22                                                 | Richard Kapuš                                      | T                                                  | 182                                                | 92                                                 | 1973. február 9. (33 évesen)                       | Metallurg Novokuznetsk                             |
| 23                                                 | Ľuboš Bartečko                                     | T                                                  | 180                                                | 92                                                 | 1976. július 14. (29 évesen)                       | Luleå HF                                           |
| 28                                                 | Ronald Petrovický                                  | T                                                  | 182                                                | 88                                                 | 1977. február 15. (29 évesen)                      | Atlanta Thrashers                                  |
| 38                                                 | Pavol Demitra                                      | T                                                  | 182                                                | 93                                                 | 1974. november 29. (31 évesen)                     | Los Angeles Kings                                  |
| 40                                                 | Marek Svatoš                                       | T                                                  | 180                                                | 82                                                 | 1982. június 17. (23 évesen)                       | Colorado Avalanche                                 |
| 43                                                 | Tomáš Surový                                       | T                                                  | 183                                                | 87                                                 | 1981. szeptember 24. (24 évesen)                   | Pittsburgh Penguins                                |
| 81                                                 | Marián Hossa                                       | T                                                  | 186                                                | 94                                                 | 1979. január 12. (27 évesen)                       | Atlanta Thrashers                                  |
| 91                                                 | Marcel Hossa                                       | T                                                  | 187                                                | 100                                                | 1981. október 12. (24 évesen)                      | New York Rangers                                   |
| Vezetőedző: Peter Stastny                          | Vezetőedző: Peter Stastny                          | Vezetőedző: Peter Stastny                          | Vezetőedző: Peter Stastny                          | Vezetőedző: Peter Stastny                          | 1956. szeptember 18. (49 évesen)                   | 1956. szeptember 18. (49 évesen)                   |

- Posztok rövidítései: K – Kapus, V – Védő, T – Támadó
- Kor: 2006. február 15-i kora

#### Eredmények
B csoport
| Nemzet           | M | Gy | D | V | G+ | G– | Gk  | P  |
| ---------------- | - | -- | - | - | -- | -- | --- | -- |
| Szlovákia        | 5 | 5  | 0 | 0 | 18 | 8  | +10 | 10 |
| Oroszország      | 5 | 4  | 0 | 1 | 23 | 11 | +12 | 8  |
| Svédország       | 5 | 3  | 0 | 2 | 15 | 12 | +3  | 6  |
| Egyesült Államok | 5 | 1  | 1 | 3 | 13 | 13 | 0   | 3  |
| Kazahsztán       | 5 | 1  | 0 | 4 | 9  | 16 | –7  | 2  |
| Lettország       | 5 | 0  | 1 | 4 | 11 | 29 | –18 | 1  |

| 2006. február 15. 20:05 | Oroszország (RUS) | 3 – 5 (2–1, 1–2, 0–2) | Szlovákia | Torino Esposizioni Nézőszám: 3800 |

| Jegyzőkönyv | Jegyzőkönyv | Jegyzőkönyv                           | Jegyzőkönyv | Jegyzőkönyv                      |
| --- | ----------- | ------------------------------------- | ----------- | -------------------------------- |
| |             |                                       |             | Játékvezető: Paul Devorski (CAN) |
| \| \| 0 – 1 \| 9:07 - Demitra (Mari. Hossa, Suchý) \| \| Dacjuk (D. Markov) - 10:00 \| 1 – 1 \| \| \| Kovaljov (Dacjuk, Kovalcsuk) - 12:38 \| 2 – 1 \| \| \| \| 2 – 2 \| 25:51 - Višňovský (Demitra) (PP) \| \| Ovecskin (Goncsar, Tyutyin) (PP) - 30:03 \| 3 – 2 \| \| \| \| 3 – 3 \| 33:05 - Bondra (Meszároš, Chára) (PP) \| \| \| 3 – 4 \| 56:32 - Gáborík \| \| \| 3 – 5 \| 59:31 - Gáborík \| |             |                                       |             |                                  |
| 16 perc | Büntetések  | 10 perc                               |             |                                  |
| 23 | Lövések     | 36                                    |             |                                  |
| | 0 – 1       | 9:07 - Demitra (Mari. Hossa, Suchý)   |             |                                  |
| Dacjuk (D. Markov) - 10:00 | 1 – 1       |                                       |             |                                  |
| Kovaljov (Dacjuk, Kovalcsuk) - 12:38 | 2 – 1       |                                       |             |                                  |
| | 2 – 2       | 25:51 - Višňovský (Demitra) (PP)      |             |                                  |
| Ovecskin (Goncsar, Tyutyin) (PP) - 30:03 | 3 – 2       |                                       |             |                                  |
| | 3 – 3       | 33:05 - Bondra (Meszároš, Chára) (PP) |             |                                  |
| | 3 – 4       | 56:32 - Gáborík                       |             |                                  |
| | 3 – 5       | 59:31 - Gáborík                       |             |                                  |

| 2006. február 16. 17:05 | Szlovákia (SVK) | 6 – 3 (4–1, 1–2, 0–1) | Lettország | Torino Esposizioni Nézőszám: 2960 |

| Jegyzőkönyv | Jegyzőkönyv | Jegyzőkönyv                                                                                                   | Jegyzőkönyv | Jegyzőkönyv                      |
| --- | ----------- | --- | ----------- | -------------------------------- |
| |             | |             | Játékvezető: Danny Kurmann (SUI) |
| \| Zedník (Višňovský) - 5:23 / Petrovický (Surový, Meszároš) - 5:43 / Demitra (Mari. Hossa) (SH) - 7:54 / Mari. Hossa - 13:17 / Chára (Mari. Hossa) - 33:49 / Mari. Hossa - 49:04 (Gáborík) \| Gólok \| 6:27 - Ozoliņš (Cipulis, Panteļejevs) / 20:54 - Cipulis (Cipruss, Panteļejevs) / 26:51 - Ņiživijs (Skrastiņš) \| |             | |             |                                  |
| 12 perc | Büntetések  | 8 perc |             |                                  |
| 25 | Lövések     | 28 |             |                                  |
| Zedník (Višňovský) - 5:23 / Petrovický (Surový, Meszároš) - 5:43 / Demitra (Mari. Hossa) (SH) - 7:54 / Mari. Hossa - 13:17 / Chára (Mari. Hossa) - 33:49 / Mari. Hossa - 49:04 (Gáborík) | Gólok       | 6:27 - Ozoliņš (Cipulis, Panteļejevs) / 20:54 - Cipulis (Cipruss, Panteļejevs) / 26:51 - Ņiživijs (Skrastiņš) |             |                                  |

| 2006. február 18. 20:05 | Szlovákia (SVK) | 2 – 1 (0–0, 1–1, 1–0) | Egyesült Államok | Torino Esposizioni Nézőszám: 4697 |

| Jegyzőkönyv | Jegyzőkönyv | Jegyzőkönyv                            | Jegyzőkönyv | Jegyzőkönyv                      |
| --- | ----------- | -------------------------------------- | ----------- | -------------------------------- |
| |             |                                        |             | Játékvezető: Dan Marouelli (CAN) |
| \| Mari. Hossa (Demitra, Gáborík) (PP) - 34:20 \| 1 – 0 \| \| \| \| 1 – 1 \| 38:24 - Rolston (Rafalski, Gomez) (PP) \| \| Bondra (Šatan, Kapuš) - 41:48 \| 2 – 1 \| \| |             |                                        |             |                                  |
| 8 perc | Büntetések  | 16 perc                                |             |                                  |
| 21 | Lövések     | 30                                     |             |                                  |
| Mari. Hossa (Demitra, Gáborík) (PP) - 34:20 | 1 – 0       |                                        |             |                                  |
| | 1 – 1       | 38:24 - Rolston (Rafalski, Gomez) (PP) |             |                                  |
| Bondra (Šatan, Kapuš) - 41:48 | 2 – 1       |                                        |             |                                  |

| 2006. február 19. 16:05 | Szlovákia (SVK) | 2 – 1 (0–1, 1–0, 1–0) | Kazahsztán | Palasport Olimpico Nézőszám: 9160 |

| Jegyzőkönyv | Jegyzőkönyv | Jegyzőkönyv                                       | Jegyzőkönyv | Jegyzőkönyv                      |
| --- | ----------- | ------------------------------------------------- | ----------- | -------------------------------- |
| |             |                                                   |             | Játékvezető: Danny Kurmann (SUI) |
| \| \| 0 – 1 \| 16:16 - J. Koreskov (A. Koreskov, Szavenkov) (PP) \| \| Bondra (Kapuš, Jurčina) (PP) - 39:50 \| 1 – 1 \| \| \| Mari. Hossa (Demitra, Gáborík) - 48:09 \| 2 – 1 \| \| |             |                                                   |             |                                  |
| 12 perc | Büntetések  | 20 perc                                           |             |                                  |
| 27 | Lövések     | 19                                                |             |                                  |
| | 0 – 1       | 16:16 - J. Koreskov (A. Koreskov, Szavenkov) (PP) |             |                                  |
| Bondra (Kapuš, Jurčina) (PP) - 39:50 | 1 – 1       |                                                   |             |                                  |
| Mari. Hossa (Demitra, Gáborík) - 48:09 | 2 – 1       |                                                   |             |                                  |

| 2006. február 21. 20:05 | Svédország (SWE) | 0 – 3 (0–1, 0–0, 0–2) | Szlovákia | Torino Esposizioni Nézőszám: 4250 |

| Jegyzőkönyv | Jegyzőkönyv | Jegyzőkönyv                            | Jegyzőkönyv | Jegyzőkönyv                     |
| --- | ----------- | -------------------------------------- | ----------- | ------------------------------- |
| |             |                                        |             | Játékvezető: Timo Favorin (FIN) |
| \| \| 0 – 1 \| 15:51 - Bondra (Šatan) \| \| \| 0 – 2 \| 46:16 - Mari. Hossa (Demitra, Gáborík) \| \| \| 0 – 3 \| 58:58 - Suchý (Demitra, Mari. Hossa) \| |             |                                        |             |                                 |
| 14 perc | Büntetések  | 10 perc                                |             |                                 |
| 17 | Lövések     | 31                                     |             |                                 |
| | 0 – 1       | 15:51 - Bondra (Šatan)                 |             |                                 |
| | 0 – 2       | 46:16 - Mari. Hossa (Demitra, Gáborík) |             |                                 |
| | 0 – 3       | 58:58 - Suchý (Demitra, Mari. Hossa)   |             |                                 |

Negyeddöntő
| 2006. február 22. 21:35 | Szlovákia (SVK) | 1 – 3 (0–1, 0–1, 1–1) | Csehország | Palasport Olimpico Nézőszám: 6893 |

| Jegyzőkönyv | Jegyzőkönyv | Jegyzőkönyv                           | Jegyzőkönyv | Jegyzőkönyv                            |
| --- | ----------- | ------------------------------------- | ----------- | -------------------------------------- |
| |             |                                       |             | Játékvezető: Don Van Massenhoven (CAN) |
| \| \| 0 - 1 \| 12:51 - Ručínský (SH) \| \| \| 0 - 2 \| 28:41 - Hejduk (F. Kaberle, Ručínský) \| \| Gáborík (Mari. Hossa) - 43:38 \| 1 - 2 \| \| \| \| 1 - 3 \| 59:57 - Straka (EN) \| |             |                                       |             |                                        |
| 8 perc | Büntetések  | 14 perc                               |             |                                        |
| 21 | Lövések     | 28                                    |             |                                        |
| | 0 - 1       | 12:51 - Ručínský (SH)                 |             |                                        |
| | 0 - 2       | 28:41 - Hejduk (F. Kaberle, Ručínský) |             |                                        |
| Gáborík (Mari. Hossa) - 43:38 | 1 - 2       |                                       |             |                                        |
| | 1 - 3       | 59:57 - Straka (EN)                   |             |                                        |

| Csapat    | Helyezés |
| --------- | -------- |
| Szlovákia | 5.       |

## Rövidpályás gyorskorcsolya
Férfi
| Versenyző  | Versenyszám | Előfutam | Előfutam | Negyeddöntő | Negyeddöntő | Elődöntő | Elődöntő | B döntő | B döntő | Döntő   | Döntő   | Helyezés |
| Versenyző  | Versenyszám | Idő      | Hely.    | Idő         | Hely.       | Idő      | Hely.    | Idő     | Hely.   | Idő     | Hely.   | Helyezés |
| ---------- | ----------- | -------- | -------- | ----------- | ----------- | -------- | -------- | ------- | ------- | ------- | ------- | -------- |
| Matúš Užák | 500 m       | 44,525   | 4.       | kiesett     | kiesett     | kiesett  | kiesett  | kiesett | kiesett | kiesett | kiesett | 21.      |
| Matúš Užák | 1000 m      | 1:35,989 | 2.       | kizárták    | kizárták    | kiesett  | kiesett  | kiesett | kiesett | kiesett | kiesett | kiesett  |
| Matúš Užák | 1500 m      | kizárták | kizárták |             |             | kiesett  | kiesett  | kiesett | kiesett | kiesett | kiesett | kiesett  |

## Sífutás
Férfi
| Versenyző                   | Versenyszám  | Selejtező | Selejtező | Negyeddöntő | Negyeddöntő | Elődöntő | Elődöntő | B döntő | B döntő | Döntő     | Döntő    |
| Versenyző                   | Versenyszám  | Idő       | Hely.     | Idő         | Hely.       | Idő      | Hely.    | Idő     | Hely.   | Idő       | Helyezés |
| --------------------------- | ------------ | --------- | --------- | ----------- | ----------- | -------- | -------- | ------- | ------- | --------- | -------- |
| Martin Bajčičák             | 15 km        |           |           |             |             |          |          |         |         | 40:35,6   | 28.      |
| Martin Bajčičák             | 30 km        |           |           |             |             |          |          |         |         | 1:17:08,7 | 8.       |
| Martin Bajčičák             | 50 km        |           |           |             |             |          |          |         |         | 2:06:24,9 | 14.      |
| Bátory Iván                 | 15 km        |           |           |             |             |          |          |         |         | 40:26,1   | 26.      |
| Bátory Iván                 | 30 km        |           |           |             |             |          |          |         |         | 1:18:58,2 | 24.      |
| Bátory Iván                 | 50 km        |           |           |             |             |          |          |         |         | 2:10:32,2 | 47.      |
| Michal Malák                | 15 km        |           |           |             |             |          |          |         |         | 44:52,9   | 73.      |
| Michal Malák                | 30 km        |           |           |             |             |          |          |         |         | 1:23:39,9 | 53.      |
| Michal Malák                | 50 km        |           |           |             |             |          |          |         |         | 2:09:38,7 | 45.      |
| Martin Otčenáš              | Sprint       | 2:24,77   | 49.       | kiesett     | kiesett     | kiesett  | kiesett  | kiesett | kiesett | kiesett   | 49.      |
| Martin Bajčičák Bátory Iván | Csapatsprint | 17:36,1   | 3.        |             |             |          |          |         |         | 17:30,9   | 8.       |

Női
| Versenyző         | Versenyszám | Selejtező | Selejtező | Negyeddöntő | Negyeddöntő | Elődöntő | Elődöntő | B döntő | B döntő | Döntő   | Döntő    |
| Versenyző         | Versenyszám | Idő       | Hely.     | Idő         | Hely.       | Idő      | Hely.    | Idő     | Hely.   | Idő     | Helyezés |
| ----------------- | ----------- | --------- | --------- | ----------- | ----------- | -------- | -------- | ------- | ------- | ------- | -------- |
| Katarína Garajová | Sprint      | 2:23,98   | 53.       | kiesett     | kiesett     | kiesett  | kiesett  | kiesett | kiesett | kiesett | 53.      |
| Alena Procházková | Sprint      | 2:17,75   | 27.       | 2:17,9      | 5.          | kiesett  | kiesett  | kiesett | kiesett | kiesett | 23.      |
| Alena Procházková | 10 km       |           |           |             |             |          |          |         |         | 30:13,6 | 28.      |
| Alena Procházková | 15 km       |           |           |             |             |          |          |         |         | 47:45,2 | 46.      |

## Síugrás
| Versenyző    | Versenyszám | Selejtező | Selejtező | 1. ugrás | 1. ugrás | 2. ugrás | 2. ugrás | Összesítés | Összesítés |
| Versenyző    | Versenyszám | Pont      | Hely.     | Pont     | Hely.    | Pont     | Hely.    | Pont       | Helyezés   |
| ------------ | ----------- | --------- | --------- | -------- | -------- | -------- | -------- | ---------- | ---------- |
| Martin Mesík | Normálsánc  | 97,5      | 42.*      | kiesett  | kiesett  | kiesett  | kiesett  | kiesett    | kiesett    |
| Martin Mesík | Nagysánc    | 67,7      | 37.       | kiesett  | kiesett  | kiesett  | kiesett  | kiesett    | kiesett    |

* - egy másik versenyzővel azonos eredményt ért el

## Snowboard
Parallel giant slalom
| Versenyző      | Versenyszám | Selejtező | Selejtező | Nyolcaddöntő      | Negyeddöntő       | Elődöntő          | Döntő             | Helyezés |
| Versenyző      | Versenyszám | Idő       | Hely.     | Ellenfél Eredmény | Ellenfél Eredmény | Ellenfél Eredmény | Ellenfél Eredmény | Helyezés |
| -------------- | ----------- | --------- | --------- | ----------------- | ----------------- | ----------------- | ----------------- | -------- |
| Radoslav Židek | Férfi       | 1:16,51   | 27.       | kiesett           | kiesett           | kiesett           | kiesett           | 27.      |

Snowboard cross
| Versenyző      | Versenyszám | Selejtező | Selejtező | Nyolcaddöntő | Negyeddöntő | Elődöntő | Döntő    | Helyezés |
| Versenyző      | Versenyszám | Idő       | Hely.     | Helyezés     | Helyezés    | Helyezés | Helyezés | Helyezés |
| -------------- | ----------- | --------- | --------- | ------------ | ----------- | -------- | -------- | -------- |
| Radoslav Židek | Férfi       | 1:21,19   | 9.        | 1.           | 1.          | 1.       | 2.       |          |

## Szánkó
| Versenyző                | Versenyszám | 1. futam | 1. futam | 2. futam | 2. futam | 3. futam | 3. futam | 4. futam | 4. futam | Összesítés | Összesítés |
| Versenyző                | Versenyszám | Idő      | Hely.    | Idő      | Hely.    | Idő      | Hely.    | Idő      | Hely.    | Idő        | Helyezés   |
| ------------------------ | ----------- | -------- | -------- | -------- | -------- | -------- | -------- | -------- | -------- | ---------- | ---------- |
| Jozef Ninis              | Férfi egyes | 52,769   | 21.*     | 52,517   | 24.      | 52,525   | 26.      | 52,386   | 22.      | 3:30,197   | 22.        |
| Jaroslav Slávik          | Férfi egyes | 52,786   | 23.      | 52,066   | 15.      | 1:13,877 | 35.      | 52,156   | 16.      | 3:50,885   | 33.        |
| Veronika Sabolová        | Női egyes   | 49,680   | 26.      | 48,226   | 21.      | 48,095   | 18.      | 48,060   | 18.      | 3:14,061   | 19.        |
| Jana Šišajová            | Női egyes   | 48,860   | 21.      | 50,267   | 25.      | 48,479   | 21.      | 49,387   | 23.      | 3:16,993   | 22.        |
| Ľubomír Mick Walter Marx | Kettes      | 48,412   | 13.      | 47,857   | 11.      |          |          |          |          | 1:36,269   | 13.        |

* - egy másik versenyzővel azonos eredményt ért el